# Haemmerlin
 (août 2018).
Si vous disposez d'ouvrages ou d'articles de référence ou si vous connaissez des sites web de qualité traitant du thème abordé ici, merci de compléter l'article en donnant les références utiles à sa vérifiabilité et en les liant à la section « Notes et références ».

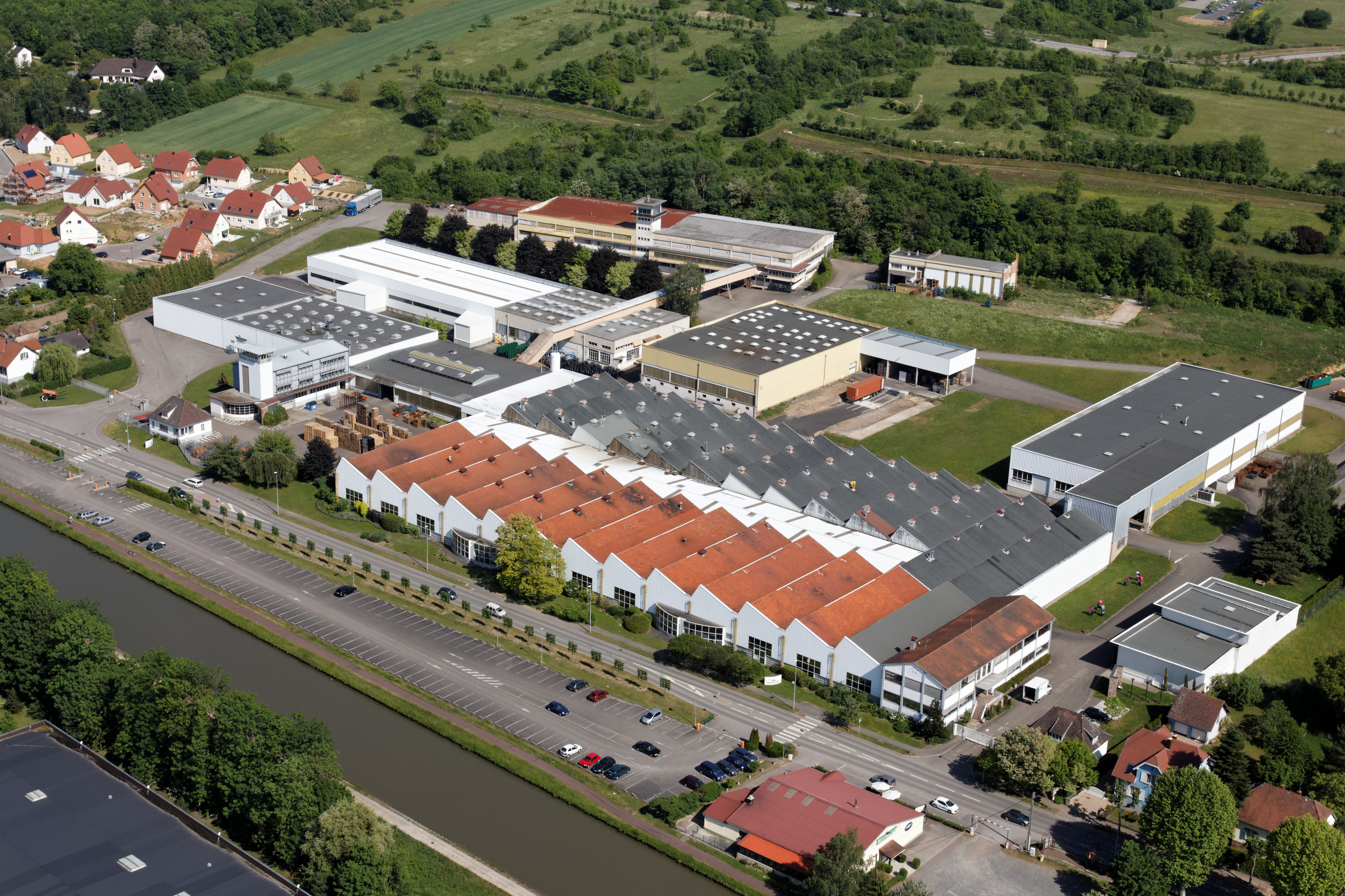
Usine Haemmerlin de Saverne

Haemmerlin est une entreprise française, créée en 1867 à Saverne (Bas-Rhin). 

## Historique

### XIXesiècle
- 25 octobre 1867 : Charles Haemmerlin crée un atelier de ferronnerie à Saverne. Il fabrique alors des fours à pain, des étouffoirs, des pétrins, des fontaines et des marquises. Il devient ensuite fabricant de grilles en fer forgé[1].
- Années 1890 : installation d'une usine à Saverne ; Charles Haemmerlin est secondé par son fils Georges.
- 1895 : Georges Haemmerlin lance la fabrication de brouettes métalliques[2].

### XXesiècle
- 1930 : Jean-Louis et Emile, les deux fils de Georges Haemmerlin, participent à la société[3]. Jean-Louis investit de nouveaux marchés pour la commercialisation des brouettes, des tombereaux et des goudronneuses. Emile rénove les installations.
- 1952 : une nouvelle usine est inaugurée[4].
- 1981 : Bernard Haemmerlin, fils d'Emile Haemmerlin, instaure la robotisation des chaînes de production.

### XXIesiècle
- 2003 : lancement de brouettes à moteur.
- 2004 : acquisition de la filiale de production Goffi Industrie Edilizia SRL, dans la région de Brescia en Italie, spécialisée dans la fabrication d’échafaudages et d’étais de soutènement.
- 2005 : Haemmerlin prend le contrôle du leader anglais de la brouette et du diable, la Société Chillington Ltd.
- 2011 : 
  - Haemmerlin, Centaure et Duarib fusionnent sous le nom de CDH Group.
  - Bernard Haemmerlin prend sa retraite et Christophe Vinsonneau devient président de CDH Group.

## Le logo Haemmerlin et son évolution
Le petit bonhomme appelé Georges poussant sa brouette fait son apparition en 1950. En 1982, Georges remplace la pipe par une fleur.
| Logo en 1895 | Logo en 1950 | Logo actuel |